# Cine en esperanto
Al contrario que en el caso de la literatura o la música, el cine es una actividad poco desarrollada de la cultura existente en esperanto, una lengua planificada utilizada para la comunicación internacional.

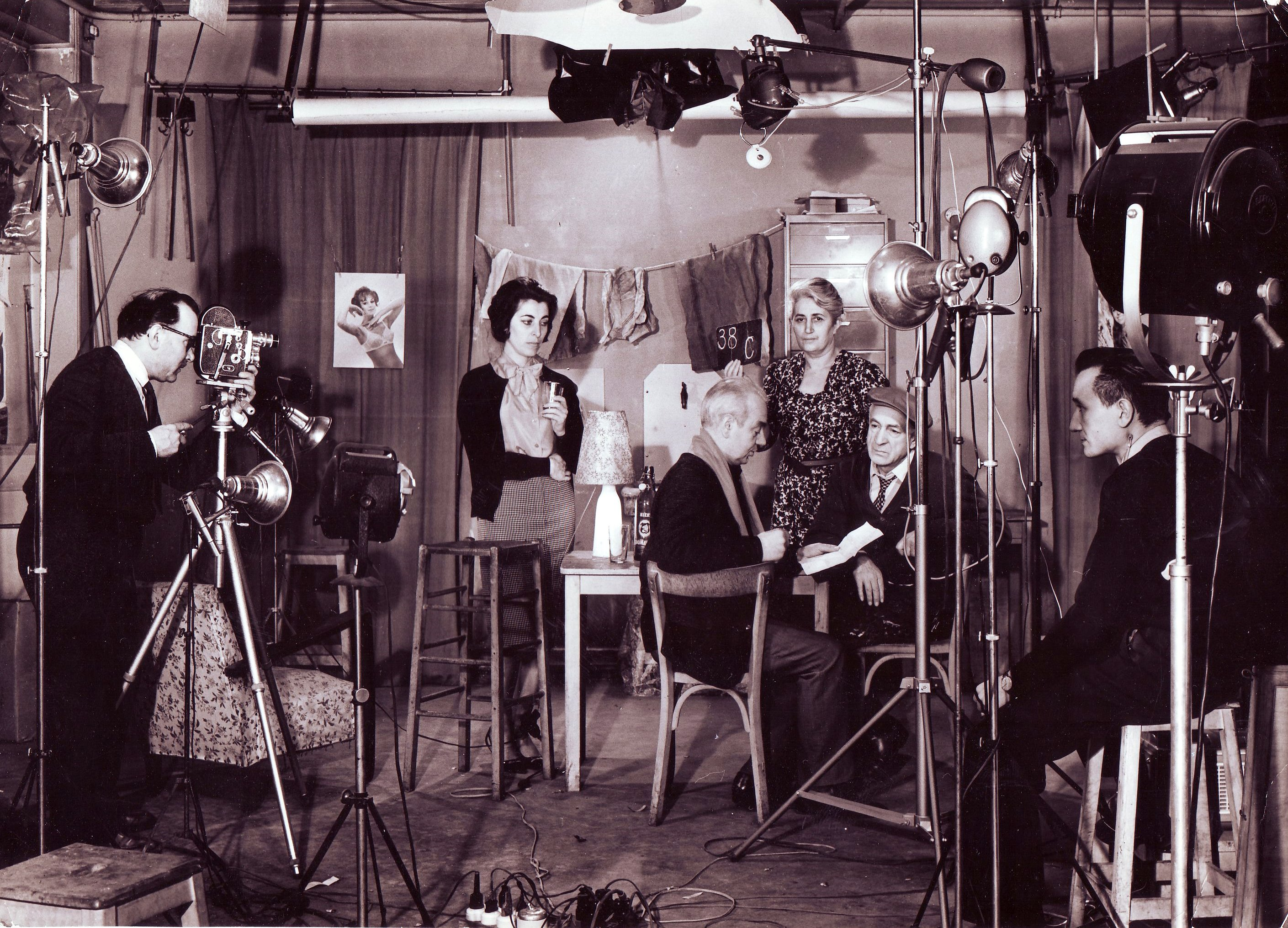
Angoroj.

Existen cuatro películas largas de ficción habladas completamente en esperanto: La primera fue la producción francesa Angoroj (Angustias, 1964) dirigida por Atelier Mahé. La segunda fue Incubus (1966), un filme de horror protagonizado por William Shatner que se ha convertido en película de culto en medios cinéfilos. La tercera, Gerda malaperis! (Gerda desapareció, 1983), fue distribuida directamente en DVD desde la página de la compañía (Imagu-Filmo). Está basada en el libro del mismo nombre escrito por Claude Piron. La cuarta,  La Patro  de la misma productora de Gerda malaperis!, basada en una obra de la literatura japonesa.
Diversas películas han empleado el esperanto como medio de mostrar efectos variados: internacionalismo, exotismo o misterio. Entre ellas pueden citarse
- El Gran Dictador,[1] de Charles Chaplin.
- Vec vidjeno,[2] del serbio Goran Markovic.
- Street Fighter: La última batalla[3] basada en el videojuego Street Fighter II. Se pueden ven varios carteles con palabras y frases (no siempre bien escritas) en esperanto, y oír esperanto en algún momento. En otra película de 2009 la empresa del malvado se llama Esperanto.
- Gattaca,[4] de Andrew Niccol.
- Noche en el ferrocarril galáctico,[5] basada en el libro de Kenji Miyazawa.
- La ciudad quemada, de Antoni Ribas.
- El coche de pedales, de Ramón Barea.
- Blade: Trinity[6] de David Goyer.

## Directores en esperanto
- Lorjak
- François Randin
- Reginaldo Cipolatti

## Compañías de cine esperantistas
- LF-koop
- NANDIR
- Imagu-Filmo

## Películas en esperanto
- Angoroj, la primera película original en esperanto / 1964, 1991
- Incubus, la primera película estadounidense en Esperanto / 1965
- La graveco de l' fideliĝo, la primera película de teatro en esperanto / 1987
- Babel', película de televisión / 1988, 1993
- Kiam Parizo estis Parizo ankaŭ por ni esperantistoj, la primera película musical original en esperanto / 1989
- Kinarto kaj ni, antología sobre el cine y el Esperanto / 1990
- La Laŭzana polico prezentas sin / 1995
- La ega kesteto / 1995
- Kongresa filmó: Tampereo 1995
- La Alpoj Svisaj: película documental / 1997
- Espere despere, tres dramas de un acto sobre el Esperanto al cumplir 110 años / 1997
- Kongresa filmó: Montpelier 1998
- La muzikskatoloj: Historia de 200 años / 1998
- Tra la Tanzania lando per sia esperantistaro / 1999
- Flying an Octopus (La flugigo de oktopodo) / 2004: Película documental en esperanto e inglés sobre la construcción de un gran pulpo con globos.
- Raqs Sharqi Lubnani (Baile oriental) / 2005: Curso en múltiples idiomas sobre danza oriental, entre otros en Esperanto.
- Gerda malaperis / 2006: Adaptación al cine del famoso libro de Claude Piron